# Stent for life

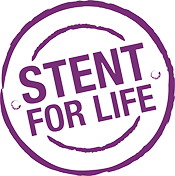

Stent for Life — міжнародна громадська ініціатива, що поєднує кардіологів, інтервенційних кардіологів та кардіохірургів, представників держави, індустріальних партнерів і пацієнтів. Ініціативу було започатковано у 2008 році. Станом на 2017 рік до ініціативи долучились наступні країни: Болгарія, Боснія та Герцеговина, Греція, Єгипет, Італія, Іспанія, Кіпр, Португалія, Румунія, Сербія, Туніс, Туреччина, Україна та Франція
.

## Міжнародна діяльність
Головна мета діяльності Stent for life — поліпшення системи охорони здоров'я, підвищення якості медичної допомоги та зниження рівню смертності населення від інфаркту міокарда шляхом забезпечення рівного доступу до технологій, що рятують життя, — процедур первинного коронарного стентування (ПКС).
З 2017 року програма розширена та діє під назвою Stent — Save a Life Initiative.

## Представництво в Україні
З 2012 року Асоціація інтервенційних кардіологів України стала афілійованим учасником європейської ініціативи Stent for Life, а наразі є її повноправним членом.
Результати впровадження ініціативи Stent for Life в Україні:
| Рік  | Середня кількість ПКС на 1 млн нас. | Коментар |
| ---- | ----------------------------------- | --- |
| 2013 | 75 пацієнтів                        | 30 % населення отримали доступ до стентування |
| 2014 | 100 пацієнтів                       | затверджений клінічний протокол надання медичної допомоги пацієнтам з ГКС і STEMI                                                                              |
| 2015 | 142 пацієнти                        | 60 % населення країни має доступ до стентування, первинне стентування проведено 28,7 % проти 18,9 % фібринолізу, відповідно                                    |
| 2016 | 204 пацієнти                        | реперфузійну терапію отримали 47,6 % STEMI, встався «реперфузійний парадокс» — кількість стентувань STEMI-пацієнтів перевершила кількість процедур фібринолізу |
| 2017 | передбачається понад 200 пацієнтів  | до Реєстру включені 45 клініки з 25 міст і заповнено понад 97 тис. протоколів про лікування та обстеження пацієнтів                                            |